# Maracaibo (província da Grã-Colômbia)
Província de Maracaibo foi uma província de 1824, criou o Departamento de Zulia da Grã-Colômbia. A capital era Maracaibo. 
O Departamento de Zulia foi o sucessor do Maracaibo (província do Império Espanhol).
1830, tornou-se Maracaibo (província da Venezuela).

## Cantões
- Maracaibo
- Gibraltar
- Altagracia
- Zulia cabecera San Carlos de Zulia
- Perijá cabecera Rosario de Perijá